# Mitja Lotrič
Mitja Lotrič, slovenski nogometaš, * 3. september 1994.
Lotrič je profesionalni nogometaš, ki igra na položaju napadalnega vezista. Od leta 2023 je član avstrijskega kluba FC Hermagor. Pred tem je igral za slovenske klube Mura 05, Koper, Jadran Dekani, Rudar Velenje, Celje in Mura, ciprski Pafos, nemški Würzburger Kickers, izraelski Bnei Sakhnin in avstrijski Allerheiligen. Skupno je v prvi slovenski ligi odigral 232 tekem in dosegel 49 golov. S Koprom je leta 2015 osvojil slovenski pokal in SuperPokal, s Celjem pa naslov slovenskega državnega prvaka v sezoni 2019/20, ko je bil sam izbran tudi za nogometaša leta v slovenski ligi. Bil je tudi član slovenske reprezentance do 16, 17, 18, 19, 20 in 21 let ter reprezentance B.